# Avieno
Rufo Festo Avieno fue un poeta latino del siglo IV d. C. cuyo nombre completo, Postumius Rufius Festus [qui et] Avien[i]us, se menciona en una inscripción de Bulla Regia; Avieno, en cambio, es la forma de referencia más común. 

## Biografía
Era natural de Volsinii en Etruria, procedía de la distinguida familia de los Rufii Festi. Hombre de inmensa cultura, fue dos veces cónsul (al menos si la inscripción publicada por los anticuarios Jacon Spon y Raphael Fabretti de verdad hace alusión a este personaje). No hay nada en sus escritos que nos haga pensar que era cristiano; de hecho, apenas si hay alguna alusión a temas religiosos en su obra, lo que indica que podría haber sido agnóstico.
Hizo una traducción algo inexacta al latín del poema didáctico de Arato llamado Phaenomena (Fenómenos) y también tradujo al latín un poema popular griego en hexámetros titulado Periégesis, que delimitaba el mundo habitable desde la perspectiva de Alejandría, escrito por Dionisio Periegetes en un estilo lacónico y elegante muy fácil de memorizar para los estudiantes romanos, bajo el título de Descriptio Orbis (Descripción del Mundo). Sólo ha pervivido el Libro I, con una mezcla inestable de geografía y malas etimologías.
Es autor de la Ora Marítima, de la que solo se conservan algunos fragmentos, 713 versos en total, y en la que se recoge la primera fuente escrita sobre Hispania en el siglo IV d. C. Esta obra en verso dedicada a su amigo Probo es una descripción geográfica de las costas europeas desde Britania hasta el Ponto Euxino o mar Negro. 
La obra comenzaría describiendo el Océano desde una localización incierta hacia el sur y el oeste. Una vez pasado el estrecho de Gibraltar, las descripciones se van haciendo más sólidas. Debido al deficiente estado de conservación de la obra, la descripción se corta abruptamente a la altura de Masalia.
Está escrito a partir de un posible periplo griego, el Periplo massaliota de Eutímenes de Masalia (s. VI a. C.) interpolado con otro del siglo I a. C. por el historiador griego Éforo, por lo que Avieno se habría limitado a la traducción versificada de griego a latín y a la añadidura de algunos comentarios para actualizar los datos dados. Esta es una teoría de Adolf Schulten que se sustentaba en los topónimos utilizados por el autor, que podrían datar de alrededor del 530 a. C. Estos topónimos son muy conflictivos, y se desconoce cuál es la correspondencia o dónde podrían estar ubicados, en especial una serie de colonias griegas como Hemeroscopio o Cípsela.
La complejidad de este texto es mayor de la que se pueda pensar en un primer momento, ya que son muchas las fuentes que se intercalan y de muy diversas épocas, por lo que requiere un estudio filológico exhaustivo para defender una u otra interpretación. Se ha apuntado la hipótesis de que el periplo de Eutimenes esté basado a su vez en un periplo fenicio que podría datar del siglo VII a. C. El cómo y el porqué del conocimiento de un periplo tan antiguo siempre será desconocido y motivo de controversia.
Otros estudiosos rechazan por completo el valor histórico del documento por cuanto que refleja la situación de una producción literaria arcaizante propia de las culturas en decadencia, que intenta imitar y recrear tiempos pasados, que siempre se recuerdan como mejores.